# Вила Ђура Борошића
Вила Ђура Борошића се налази на Златибору, у општини Чајетина, подигнута је у периоду од 1939. до 1940. године.
Кућу је за своје потребе подигао архитекта Ђуро Борошић, пошто је пројектовао на обронцима Палисада, вилу за Радомира Милаћевића-Милаћа, адвоката из Београда, родом из ових крајева. На молбу Борошића да му уступи део плаца где би он подигао себи истоветан објекат, Милаћевић на то пристаје, тако да данс имамо виле „близнакиње„” које масама, природним материјалима и начином градње прате архитектонске принципе кућа западних обронака високих Алпа веома стрмих кровова.

## Архитектура виле
Употребљени су природни материјали са обиљем камена и дрвета, црепом, опеком. Улазни трем је декоративно обрађен од камена испод којег се налази подрум. Унутрашња организација наглашава велики дневни боравак и стилски уређена трпезарија којима доминира велики камин, без преградних зидова.
Спратни простори који су конципирани по принципу дугачког ходника са чијих се страна ређају омање спаваће собе одлика су мањих планинских хотела. Романтичарски осврти на национални градитељски израз видљиви су на каменим профилацијама прозорских отвора и дрвеним конзолама које су настале испуштањем дрвених носећих греда спратног пода. Декоративна обрада дрвене фасадне оплате поткровља и распоред прозорских отвора са масивним капцима асоцирају на тиролску традиционалну кућу.
Бунар који постоји у кући Борошића, прво је замишљен и изведен у кући Милаћа. У време када су на Краљевој Води бунари и чесме прављени у двориштима, тик уз кућу, 1940. године ове две виле имају воду у унутрашњости.